# Qamishli (nahija)
Nahija Qamishli je nahija u okrugu Qamishli, u sirijskoj pokrajini Al-Hasakah. Po popisu iz 2004. (prije rata), nahija je imala 232.095 stanovnika. Administrativno sjedište je u naselju Qamishli.